# 幸福への招待
『幸福への招待』（こうふくへのしょうたい、原題: Paris, Palace Hôtel）は、1956年に製作・公開された、フランス・イタリア合作のロマンティック・コメディ映画。カラー作品。

## ストーリー
パリの高級ホテルでマニキュア係として働くフランソワーズは、ハンサムな自動車修理工の青年ジェラールと出会った。二人は互いに自分は金持ちであると嘘をついてしまうが、奇跡がくれた豪華なクリスマス・イヴのデートを楽しむ。その裏には、ホテルの宿泊客でフランソワーズに下心があるものの、お人好しで恐妻家、本物の大金持ちである中年紳士ドロルメルの助力があった。

## キャスト
| 役名               | 俳優                       | 日本語吹替 | 日本語吹替 |
| 役名               | 俳優                       | テレビ版1  | テレビ版2  |
| ------------------ | -------------------------- | ---------- | ---------- |
| フランソワーズ     | フランソワーズ・アルヌール |            | 鈴木弘子   |
| アンリ・ドロルメル | シャルル・ボワイエ         | 島宇志夫   | 和田文夫   |
| ジェラール         | ロベルト・リッソ           |            | 仲村秀生   |
| バルバラ           | ミシェル・フィリップ       |            |            |
| マドレーヌ         | ティルダ・タマール         |            |            |
| ベベール           | ジュリアン・カレット       |            |            |
| ブリュニョン       | ルイス・セニエ             |            |            |
| オヨヨ             | ダリー・コール             |            |            |

- テレビ版1：初回放送1967年9月11日『テレビ名画座』
- テレビ版2：初回放送1972年12月22日『ゴールデン洋画劇場』

## スタッフ
- 監督:アンリ・ヴェルヌイユ
- 脚本：シャルル・スパーク（英語版） / アンリ・ヴェルヌイユ
- 撮影：フィリップ・アゴスティニ（英語版）
- 音楽：ポール・デュラン
- 美術監督：ジャン・ドーボンヌ（英語版）
- 衣装デザイン：クリスチャン・ディオール

## 映像ソフト
VHS
- 幸福への招待（1991年4月5日、バップ VPVU-67747）

DVD
- 幸福への招待 デジタル・リマスター版（2016年7月21日、アネック ANSK-62125）